# Paul Saint-Olive
Paul Saint-Olive (Paul-Lambert Saint-Olive) né le 26 novembre 1799  à Lyon et mort le 12 décembre 1879  dans la même ville est un archéologue, et homme de lettres français.

## Biographie

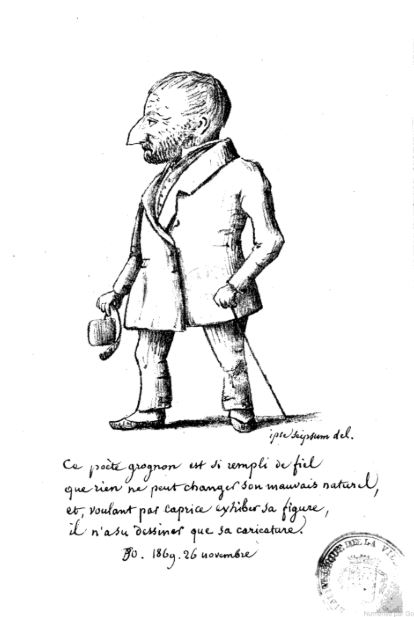
Paul Saint-Olive, dessin et texte par lui-même, 1866 dans son livre "Un original" Éd. A. Vingtrinier

Paul Saint-Olive, fils de Jean-François Saint-Olive, commissionnaire,  et de Jeanne-Adélaïde Gauget est mis en pension à l'âge de sept ans dans une maison d'éducation à Fourvière, chez l'abbé Caille. En 1811 il entre dans le pensionnat de  l'abbé Liautard qui deviendra le Collège-Stanislas. En 1815 il revient à Lyon et, en 1816, débute dans les bureaux de son père qui commerce ave l'Italie. Puis, après que son père se retire des affaires en 1819 Paul Saint-Olive apprend le commerce dans différentes entreprises lyonnaises. Mais, alors qu'il n'a que 23 ans Paul  est atteint de douleurs violentes qui lui interdisent de poursuivre son activité. Pour se reconvertir il apprend le dessin, avec Nicolas-Victor Fonville, écrit, suit des cours de géologie à l'Université... 
En 1847 il passe 4 mois à Rome, il y retourne en 1850. Il complète ses études d'archéologie. Il devient un collaborateur de la Revue du lyonnais et consacre son temps à l'histoire, principalement lyonnaise, et à la littérature. Il est membre de la Société d'histoire de Lyon et de Société de géographie de Lyon.
Plutôt solitaire -il ne se marie pas- il est très attaché à sa mère.  Il est très critique sur son époque ainsi qu'en témoigne son texte Le veau d'or : suite : 
Notre Bourse moderne est fille du système 
Qui de l'écossais Law a reçu le baptême. 
Tous les Jourdains d'alors, honteux d'être bourgeois, 
S'entendaient appeler: marquis de Quincampoix; 
D'autre part, l'océan balloté par l'orage 
Déposait chaque jour son épave au rivage. 
C'était comme à présent; avides de jouir 
Les nouveaux enrichis n'avaient plus qu'un désir : 
Il fallait étaler le luxe sans limite,
Ce luxe vaniteux qui conduit à sa suite 
L'égoïsme sans cœur et l'immoralité. 
On ridiculisait l'austère probité, 
Et, par l'appât grossier d'un chanceux bénéfice,
On tondait à coup sûr de mouton sans malice. 

## Publications et travaux
- Variétés littéraires, Lyon, 1872,  impr. de Vingtrinier, 439 p. lire en ligne sur Gallica
- Le Vin, Lyon, 1872,  : impr. de R. Portier, 24 p.
- Mélanges sur Lyon, Lyon, 1862, impr. de A. Vingtrinier, 83 p.
- Lyon. Vieux souvenirs,  précédés d'une notice sur l'auteur,  Lyon, 1877,  Aimé Vingtrinier, 444 p.
- Mélanges historiques et littéraires,  Lyon, 1868,  impr. de A. Vingtrinier ,  370 p. lire en ligne sur Gallica
- Le Gourguillon au XIIIe siècle,  Lyon, 1854, Impr. de A. Vingtrinier
- L'hôtel de Luxembourg, dans le quartier de Vaise et les chevaliers tireurs, Lyon, 1861, A. Vingtrinier, 20 p.
- Les Romains de la décadence,  Lyon, 1856, impr. A. Vingtrinier, 152 p.
- Le culte de la médecine dans l'ancienne Rome, Lyon, 1865, Vingtrinier, 127 p.
- Une Réminiscence du De Viris à Rome, Lyon, 1862, 12 p.